# 미켈라 모이올리
미켈라 모이올리(이탈리아어: Michela Moioli, 1995년 7월 17일~)는 이탈리아의 스노보드 선수로 주 종목은 크로스이다. 올림픽에 3회 참가했으며 2018년 동계 올림픽 크로스 경기에서 금메달, 2022년 동계 올림픽에서 크로스 혼성 단체전 은메달을 획득했다. 또한 세계 선수권 대회에서 금메달 1개, 은메달 3개, 동메달 3개를 획득했으며 스노보드 월드컵 크로스 부문 3회 종합 우승을 달성했다.